# Selena Gomez & the Scene
Selena Gomez & the Scene war eine US-amerikanische Pop-Band. Sie wurde 2008 in Hollywood, Kalifornien gegründet und bestand aus der Sängerin Selena Gomez, dem Gitarristen Drew Taubenfeld, dem Bassisten Joey Clement, dem Schlagzeuger Greg Garman und dem Keyboarder Dane Forrest.

## Karriere

### 2009–2010: Kiss & Tell
Am 29. September 2009 veröffentlichte die Band ihr erstes Studioalbum Kiss & Tell. In Deutschland erschien das Album am 23. April 2010, Naturally wurde als erste Single ausgekoppelt. In den USA wurde die Single Falling Down als erste veröffentlicht. 

### 2010–2011: A Year Without Rain

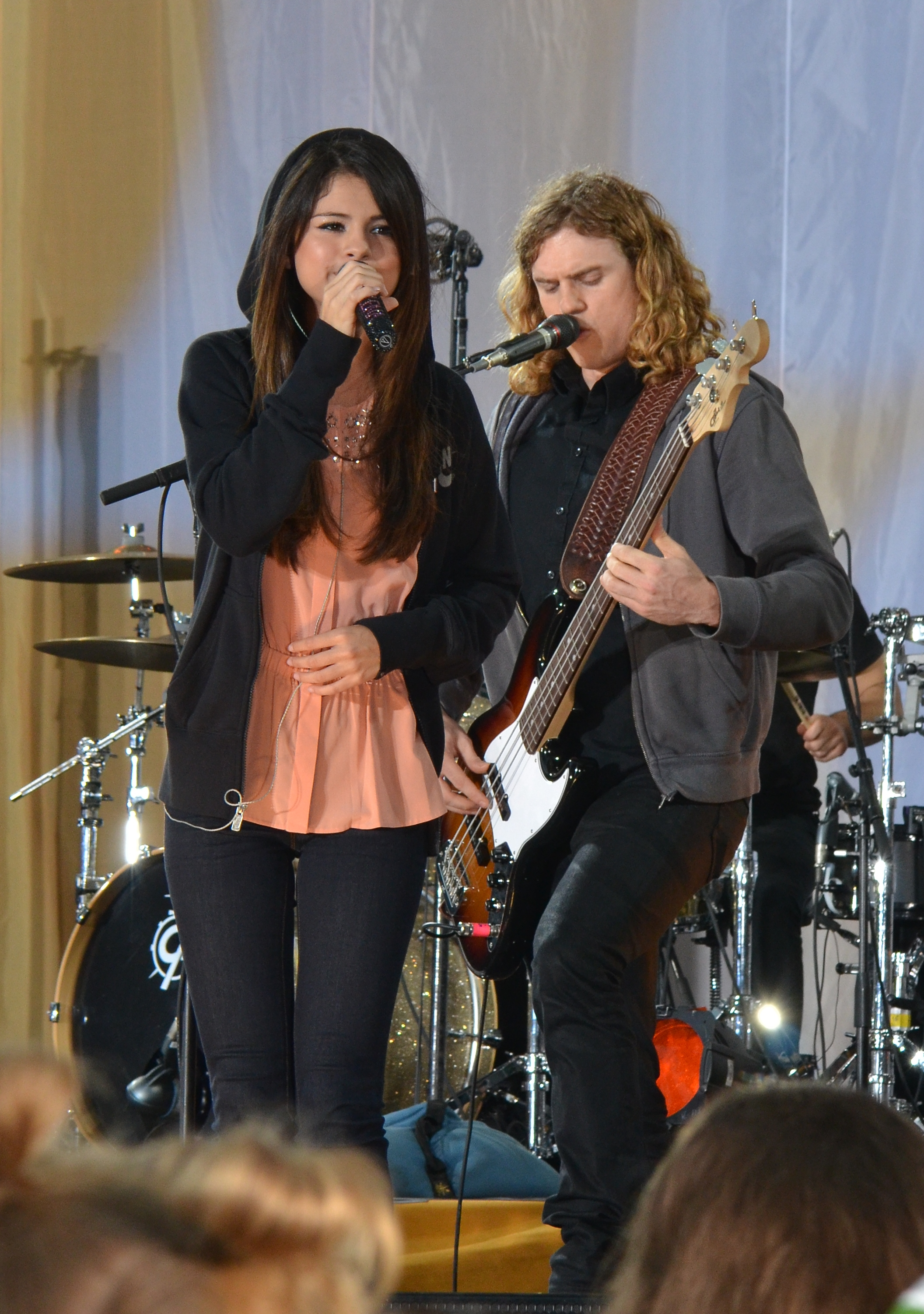
Selena Gomez & the Scene bei Good Morning America im Juni 2011

Das zweite Studioalbum, A Year Without Rain, erschien am 17. September 2010. Das Album erreichte Platz 4 in den US Billboard 200 Charts. Die erste Single Round & Round wurde am 18. Juni 2010 veröffentlicht. Das Video wurde in Ungarn gedreht und wurde erstmals am 20. Juni 2010 in dem US-amerikanischen Fernsehsender Disney Channel ausgestrahlt. Die zweite Single A Year Without Rain wurde am 3. September 2010, nach der Weltpremiere von Camp Rock 2: The Final Jam, erstmals im US-amerikanischen Disney Channel ausgestrahlt. Selena Gomez & the Scene spielten ihre Single Round & Round live in den Sendungen America’s Got Talent, Blue Peter, Daybreak, und MTV’s The Seven; Round & Round und A Year Without Rain in Good Morning America und A Year Without Rain live bei The Ellen DeGeneres Show und Lopez Tonight. Am 27. Oktober 2010 gab die Band in Zusammenarbeit mit UNICEF ein Benefizkonzert. Sie traten ebenfalls beim Jingle Ball am 5. Dezember 2010 auf. Die spanische Version von A Year Without Rain erschien drei Monate nach der Veröffentlichung der englischen Version.

### 2011–2012: When the Sun Goes Down
Am 15. Februar 2011 gab Universal Music Portugal über Facebook bekannt, dass das dritte Studioalbum der Band im Juni 2011 und die Single zum Album im März 2011 herauskommen werde.
Selena Gomez bestätigte später, dass die Single Who Says heißen wird. Who Says wurde am 8. März 2011 um 07:35 zum ersten Mal bei dem US-amerikanischen Radiosender KIIS-FM gespielt. Selena Gomez war für die Weltpremiere ihrer Single den ganzen Morgen zu Gast in der Morgensendung On Air with Ryan Seacrest mit Ryan Seacrest des selbigen Radiosenders in Los Angeles. Das Musikvideo zur Single wurde am 11. März erstmals im US-amerikanischen Disney Channel ausgestrahlt. Die Single Who Says erschien am 15. April 2011. Laut einer Aussage von Selena Gomez in einem Interview, widmet sie den Song allen, die jemals fertiggemacht oder gemobbt wurden. Sie wurde dazu inspiriert, da sie von sogenannten Hatern Drohungen und Beleidigungen ertragen muss, seit sie mit Justin Bieber liiert ist. Am 17. Juni 2011 veröffentlichte die Band ihre zweite Single Love You Like a Love Song, das dazugehörige Musikvideo wurde am 23. Juni 2011 auf Vevo veröffentlicht. Im September 2011 gab Gomez bekannt, dass im Oktober der Song Hit the Lights, den die Band schon bei den MTV Europe Music Awards 2011 gespielt hatte, als dritte Single veröffentlicht werde.
Schon im März 2012 kündigte Gomez ein neues Album für Winter/Frühling 2013 an. Im November 2012 wurde bekannt, dass im März 2013 das Album erscheinen soll. Die erste Single ist für Januar 2013 geplant. Doch im März 2013 gab Gomez bekannt, dass sie und die Band The Scene eine Pause einlegen werden und dass sie ein Soloalbum im Sommer 2013 herausbringen wird.

## Diskografie
Studioalben

| Jahr                         | Titel Musiklabel                               | Höchstplatzierung, Gesamtwochen, AuszeichnungChartplatzierungen (Jahr, Titel, Musiklabel, Platzierungen, Wochen, Auszeichnungen, Anmerkungen) | Höchstplatzierung, Gesamtwochen, AuszeichnungChartplatzierungen (Jahr, Titel, Musiklabel, Platzierungen, Wochen, Auszeichnungen, Anmerkungen) | Höchstplatzierung, Gesamtwochen, AuszeichnungChartplatzierungen (Jahr, Titel, Musiklabel, Platzierungen, Wochen, Auszeichnungen, Anmerkungen) | Höchstplatzierung, Gesamtwochen, AuszeichnungChartplatzierungen (Jahr, Titel, Musiklabel, Platzierungen, Wochen, Auszeichnungen, Anmerkungen) | Höchstplatzierung, Gesamtwochen, AuszeichnungChartplatzierungen (Jahr, Titel, Musiklabel, Platzierungen, Wochen, Auszeichnungen, Anmerkungen) | Anmerkungen                                                    |
| Jahr                         | Titel Musiklabel                               | DE | AT | CH | UK | US | Anmerkungen                                                    |
| ---------------------------- | ---------------------------------------------- | --- | --- | --- | --- | --- | -------------------------------------------------------------- |
| als Selena Gomez & The Scene |                                                | | | | | |                                                                |
|                              |                                                | | | | | |                                                                |
| 2009                         | Kiss & Tell Hollywood Records (UMG)            | DE19 (14 Wo.)DE | AT4 Gold · (18 Wo.)AT | CH36 (13 Wo.)CH | UK12 Silber · (7 Wo.)UK | US9 Gold · (59 Wo.)US | Erstveröffentlichung: 29. September 2009 Verkäufe: + 2.000.000 |
| 2010                         | A Year Without Rain Hollywood Records (UMG)    | DE22 (16 Wo.)DE | AT19 (11 Wo.)AT | CH37 (9 Wo.)CH | UK14 Silber · (8 Wo.)UK | US4 Gold · (55 Wo.)US | Erstveröffentlichung: 17. September 2010 Verkäufe: + 1.012.000 |
| 2011                         | When the Sun Goes Down Hollywood Records (UMG) | DE18 (11 Wo.)DE | AT11 (11 Wo.)AT | CH27 (11 Wo.)CH | UK15 Silber · (10 Wo.)UK | US3 Gold · (39 Wo.)US | Erstveröffentlichung: 24. Juni 2011 Verkäufe: + 967.500        |
| als Selena Gomez             |                                                | | | | | |                                                                |
|                              |                                                | | | | | |                                                                |
| 2013                         | Stars Dance Hollywood Records (UMG)            | DE4 (5 Wo.)DE | AT6 (9 Wo.)AT | CH6 (8 Wo.)CH | UK14 (4 Wo.)UK | US1 Gold · (25 Wo.)US | Erstveröffentlichung: 19. Juli 2013 Verkäufe: + 670.000        |
| 2015                         | Revival Interscope Records (UMG)               | DE12 (2 Wo.)DE | AT13 Platin · (2 Wo.)AT | CH10 (5 Wo.)CH | UK11 Gold · (6 Wo.)UK | US1 Platin · (69 Wo.)US | Erstveröffentlichung: 9. Oktober 2015 Verkäufe: + 1.710.000    |
| 2020                         | Rare Interscope Records (UMG)                  | DE3 (10 Wo.)DE | AT3 Gold · (13 Wo.)AT | CH3 (11 Wo.)CH | UK2 Gold · (26 Wo.)UK | US1 Platin · (26 Wo.)US | Erstveröffentlichung: 10. Januar 2020 Verkäufe: + 1.357.500    |

## Konzerttour
- 2009–2010: Selena Gomez & the Scene: Live in Concert
- 2010–2011: A Year Without Rain Tour
- 2011–2012: We Own The Night Tour

## Auszeichnungen und Nominierungen
| Tabellarische Übersicht der Auszeichnungen und Nominierungen | Tabellarische Übersicht der Auszeichnungen und Nominierungen | Tabellarische Übersicht der Auszeichnungen und Nominierungen | Tabellarische Übersicht der Auszeichnungen und Nominierungen | Tabellarische Übersicht der Auszeichnungen und Nominierungen |
| Jahr                                                         | Auszeichnung                                                 | Für                                                          | Kategorie                                                    | Resultat                                                     |
| ------------------------------------------------------------ | ------------------------------------------------------------ | ------------------------------------------------------------ | ------------------------------------------------------------ | ------------------------------------------------------------ |
| 2010                                                         | Teen Choice Awards                                           | Selena Gomez & the Scene                                     | Choice Music: Group                                          | Gewonnen                                                     |
| 2010                                                         | Teen Choice Awards                                           | Selena Gomez & the Scene                                     | Choice Music: Breakout Artist – Female                       | Gewonnen                                                     |
| 2010                                                         | MTV Europe Music Awards                                      | Selena Gomez & the Scene                                     | Best Push Act                                                | Nominiert                                                    |
| 2011                                                         | People’s Choice Award                                        | Selena Gomez & the Scene                                     | Favorite Breakout Artist                                     | Gewonnen                                                     |
| 2011                                                         | Nickelodeon Kids’ Choice Awards (USA)                        | Selena Gomez & the Scene                                     | Favorite Female Singer                                       | Nominiert                                                    |
| 2011                                                         | Nickelodeon Kids’ Choice Awards (ARG)                        | Selena Gomez & the Scene                                     | Favorite International Singer                                | Gewonnen                                                     |
| 2011                                                         | Teen Choice Awards                                           | Selena Gomez & the Scene                                     | Choice Music: Group                                          | Gewonnen                                                     |
| 2011                                                         | Teen Choice Awards                                           | Who Says                                                     | Choice Music: Single                                         | Gewonnen                                                     |
| 2011                                                         | Teen Choice Awards                                           | Love You Like A Love Song                                    | Choice Music: Love Song                                      | Gewonnen                                                     |
| 2011                                                         | MTV Europe Music Awards                                      | Selena Gomez & the Scene                                     | Biggest Fans                                                 | Nominiert                                                    |
| 2012                                                         | Nickelodeon Kids’ Choice Awards (USA)                        | Selena Gomez & the Scene                                     | Favorite Female Singer                                       | Gewonnen                                                     |
| 2012                                                         | Teen Choice Awards                                           | Selena Gomez & the Scene                                     | Choice Music: Group                                          | Gewonnen                                                     |
| 2012                                                         | Teen Choice Awards                                           | Hit The Lights                                               | Choice Music: Single By A Group                              | Nominiert                                                    |
| 2012                                                         | MTV Video Music Awards                                       | Love You Like A Love Song                                    | Best Female Video                                            | Nominiert                                                    |